# محمدناصر توسلی‌زاده
محمدناصر توسلی‌زاده (زادهٔ ۱۳۲۹ در تربت حیدریه) نمایندهٔ حوزه انتخابیه تربت حیدریه در دورهٔ هفتم مجلس شورای اسلامی بوده‌است. وی پیش‌تر در دوره‌های پنجم و چهارم (برای تربت حیدریه) و دوم (برای خواف و رشتخوار) نیز عضو این مجلس بود.